# Tejeda y Segoyuela
Tejeda y Segoyuela est une commune de la province de Salamanque dans la communauté autonome de Castille-et-León en Espagne.

## Sites et patrimoine

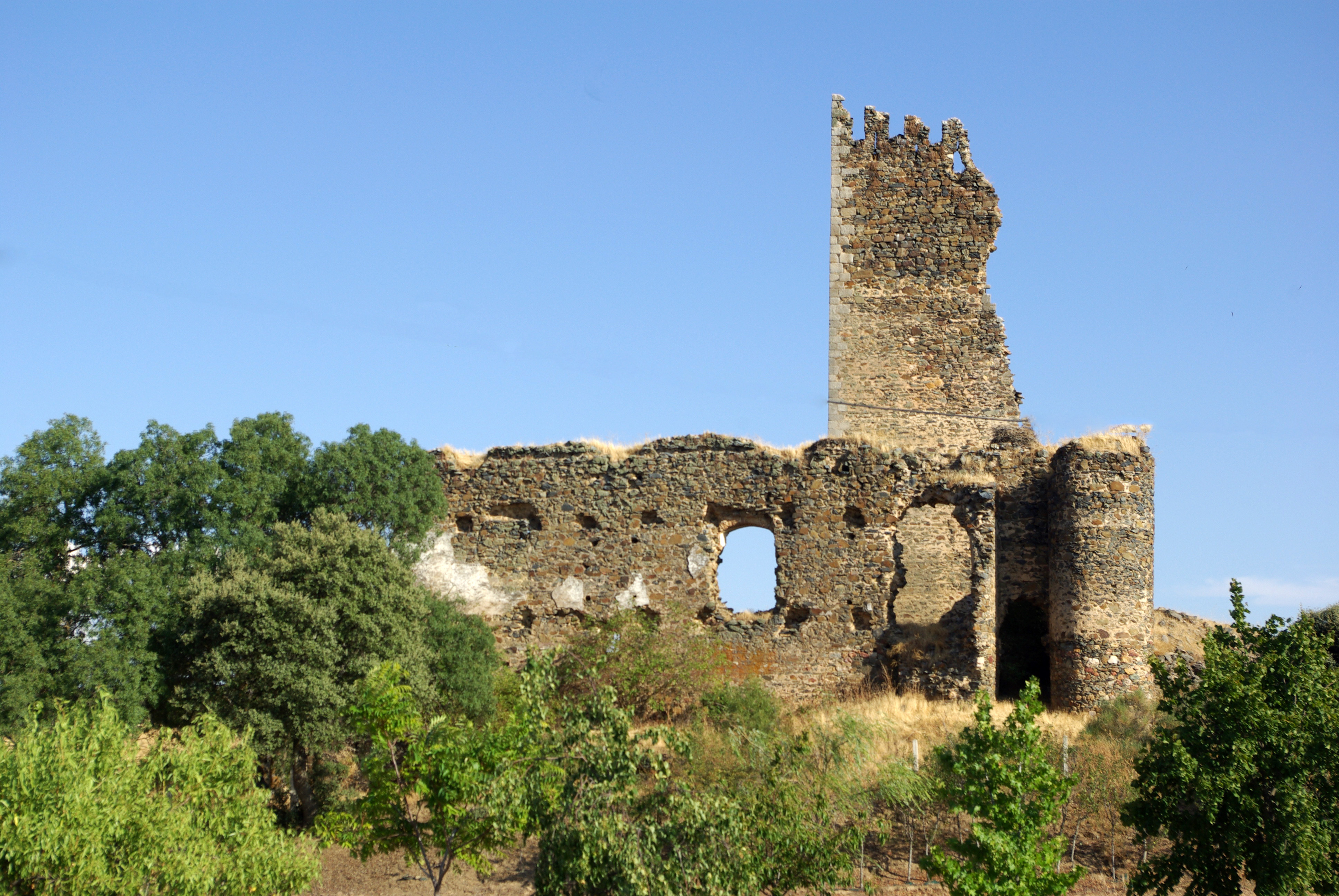
Château de Tejeda

- Château de Tejeda